# 1998 en fantasy
| Années de la fantasy : 1995 - 1996 - 1997 - 1998 - 1999 - 2000 - 2001    |
| Décennies de la fantasy : 1960 - 1970 - 1980 - 1990 - 2000 - 2010 - 2020 |

L'année 1998 a été marquée, en matière de fantasy, par les événements suivants.

## Romans - Recueils de nouvelles ou anthologies - Nouvelles
- 2 juillet : publication de la version originale en anglais britannique d'Harry Potter et la Chambre des secrets
- 9 octobre : première publication de la traduction en français d'Harry Potter à l'école des sorciers